# تشغيل بالتفريغ الكهربائي

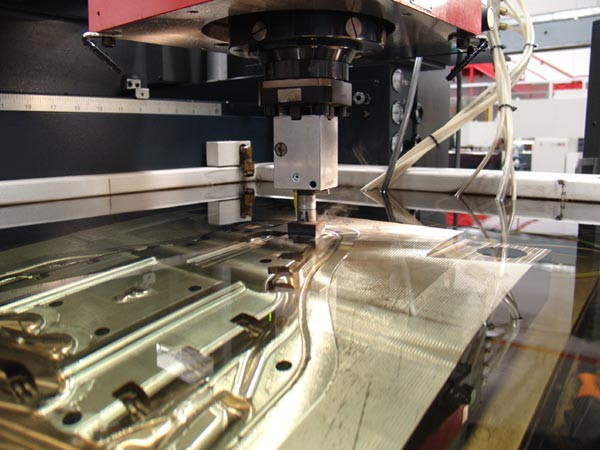

التشغيل بالتفريغ الكهربائي هو استعمال التيار الكهربائي أو التفريغ الكهربائي في خراطة المعادن وعند استعمال التيار الكهربائي يمكن تفادي تغيير الطاقة الكهربائية إلى طاقة ميكانيكية كما هو الحال في طرق التشغيل التقليدية مِثل: (الخراطة التشكيلية، خراطة الحدبات، تفريز الأسطوانات، تنعيم الأسطوانات، تفريز التروس).

## مميزات استخدام طريقة التشغيل الكهربائي
- يمكن استخدام معادن طرية كأداة قطع لخراطة أصلد المعادن.
- معدل إزالة المعدن ليست له علاقة بصلادة المعدن.
- يمكن تشكيل المعادن الطرية بسهولة لتعطي الأشكال المعقدة.

## محددات استخدام طريقة التشغيل الكهربائي
ومن عيوبه أو محدداته أن معدن الشغلة المراد تشغيلها ومعدن أداة القطع يجب أن يكونا جيّدًا التوصيل للتيار الكهربائي.
يعتمد التشغيل بالتفريغ الكهربائي على الهدم الناتج من الشرارة الكهربائية بين القطبين المستعملين لانتاج هذه الشرارة. أحد هذين القطبين هو أداة القطع وتمثل الشغلة القطب الآخر.
لوحِظ أنه عندما يكون القطبان في نفس المعدن فإن أكثر الهدم (التآكل) يحدث على القطب الموجب، لذلك توصل الشغلة دائماً مع القطب الموجب وأداة القطع مع القطبِ السّالب لنحصل على أعلى معدل هدم من الشغلة ويتبع ذلك تآكل أقل على معدن أداة القطع.
تتولد الشرارة من التفريغ الكهربائي عبر الفتحة الموجودة بين القطبين المغمورين في مائع العزل والذي يكون غالباً إما زيت برافين أو زيت محولات، وتتراوح الفتحة بين القطبين ما بين «0.025mm» و «0.075mm» ويجب أن تبقى ثابتة أثناء عملية التشغيل ويمكن التحكم فيها بواسطة موتور ذو مجالين.